# Greta Small
Greta Small (Wangaratta, 16 ottobre 1995) è una sciatrice alpina australiana.

## Biografia
Attiva in gare FIS dall'agosto del 2010, in Australia New Zealand Cup la Small ha esordito il 15 agosto 2011 a Mount Hotham in slalom gigante, subito ottenendo il primo podio (2ª), e ha conquistato la prima vittoria il 2 agosto 2012 a Mount Buller in slalom speciale. Nel 2013 ha debuttato ai Campionati mondiali nella rassegna iridata di Schladming, dove si è classificata 33ª nella discesa libera, 45ª nello slalom gigante, 45ª nello slalom speciale e 25ª nella supercombinata, e in Coppa del Mondo, il 26 ottobre a Sölden in slalom gigante, senza completare la gara.
Ai XXII Giochi olimpici invernali di Soči 2014, suo esordio olimpico, si è piazzata 29ª nella discesa libera, 41ª nello slalom gigante, 31ª nello slalom speciale, 15ª nella supercombinata e non ha completato il supergigante; l'anno dopo ai Mondiali di Vail/Beaver Creek si è classificata 33ª nella discesa libera, 29ª nel supergigante, 36ª nello slalom gigante, 18ª nella combinata e non ha completato lo slalom speciale.
Ai XXIII Giochi olimpici invernali di Pyeongchang 2018 si è piazzata 20ª nella discesa libera, 31ª nel supergigante e non ha completato la combinata; l'anno dopo ai Mondiali di Åre si è classificata 30ª nella discesa libera, 25ª nel supergigante e 20ª nella combinata, mentre a quelli di Cortina d'Ampezzo 2021 si è piazzata 28ª nella discesa libera, 37ª nel supergigante e 15ª nella combinata. Ai XXIV Giochi olimpici invernali di Pechino 2022 è stata 26ª nella discesa libera, 31ª nel supergigante e 13ª nella combinata; l'anno dopo ai Mondiali di Courchevel/Méribel 2023 si è classificata 24ª nella discesa libera, 27ª nel supergigante e 16ª nella combinata, mentre a quelli di Saalbach-Hinterglemm 2025 si è piazzata 40ª nel supergigante e non ha completato la discesa libera.

## Palmarès

### Coppa del Mondo
- Miglior piazzamento in classifica generale: 110ª nel 2015

### Nor-Am Cup
- Miglior piazzamento in classifica generale: 26ª nel 2012
- 1 podio:
  - 1 terzo posto

### South American Cup
- Miglior piazzamento in classifica generale: 13ª nel 2019
- 3 podi:
  - 2 secondi posti
  - 1 terzo posto

### Australia New Zealand Cup
- Vincitrice dell'Australia New Zealand nel 2012, nel 2013, nel 2015 e nel 2017
- Vincitrice della classifica di slalom gigante nel 2013
- 18 podi:
  - 6 vittorie
  - 10 secondi posti
  - 1 terzo posto

#### Australia New Zealand Cup - vittorie
| Data              | Località     | Paese         | Specialità |
| ----------------- | ------------ | ------------- | ---------- |
| 2 agosto 2012     | Mount Buller | Australia     | SL         |
| 15 agosto 2012    | Mount Hotham | Australia     | GS         |
| 16 agosto 2012    | Mount Hotham | Australia     | GS         |
| 18 settembre 2013 | Mount Hutt   | Nuova Zelanda | SG         |
| 25 agosto 2014    | Mount Hotham | Australia     | GS         |
| 27 agosto 2014    | Mount Hotham | Australia     | SL         |

Legenda:

SG = supergigante

GS = slalom gigante

SL = slalom speciale

### Far East Cup
- Miglior piazzamento in classifica generale: 14ª nel 2014
- 5 podi:
  - 2 vittorie
  - 6 secondi posti

#### Far East Cup - vittorie
| Data             | Località  | Paese         | Specialità |
| ---------------- | --------- | ------------- | ---------- |
| 23 gennaio 2013  | Bearstown | Corea del Sud | GS         |
| 14 dicembre 2014 | Wan Long  | Cina          | GS         |

Legenda:

GS = slalom gigante

### Campionati australiani
- 5 medaglie:
  - 4 ori (slalom gigante, slalom speciale nel 2011; slalom gigante, slalom speciale nel 2012)
  - 1 argento (slalom speciale nel 2010)